# KTXアーキラボ
株式会社KTXアーキラボ（英語: KTX archiLAB）は、一級建築士の松本哲哉が2007年に設立した建築設計事務所。2024年に法人化した。

## 概要
- 2007年の設立以来、店舗やレストラン、オフィス、学校、美容サロンなど商環境を専門とする建築設計や空間デザインを手掛けてきた[2][3]。2008年以降はリーマン・ショックの影響で店舗デザインの受注が減少したことをきっかけに、医療施設のデザインに領域を拡大し、近年注力している[4]。
- 「KTXアーキラボ」という社名は、代表を務める松本哲哉が尊敬する遠藤秀平が参加し松本も同行した「ArchiLab」という展覧会・カンファレンス（フランス・オルレアンで開催）に由来する[3]。

## 沿革
- 2007年、松本哲哉により設立。
- 2024年、法人化。

## 主な作品
- ゴダイ薬局（2017年）[5][6]

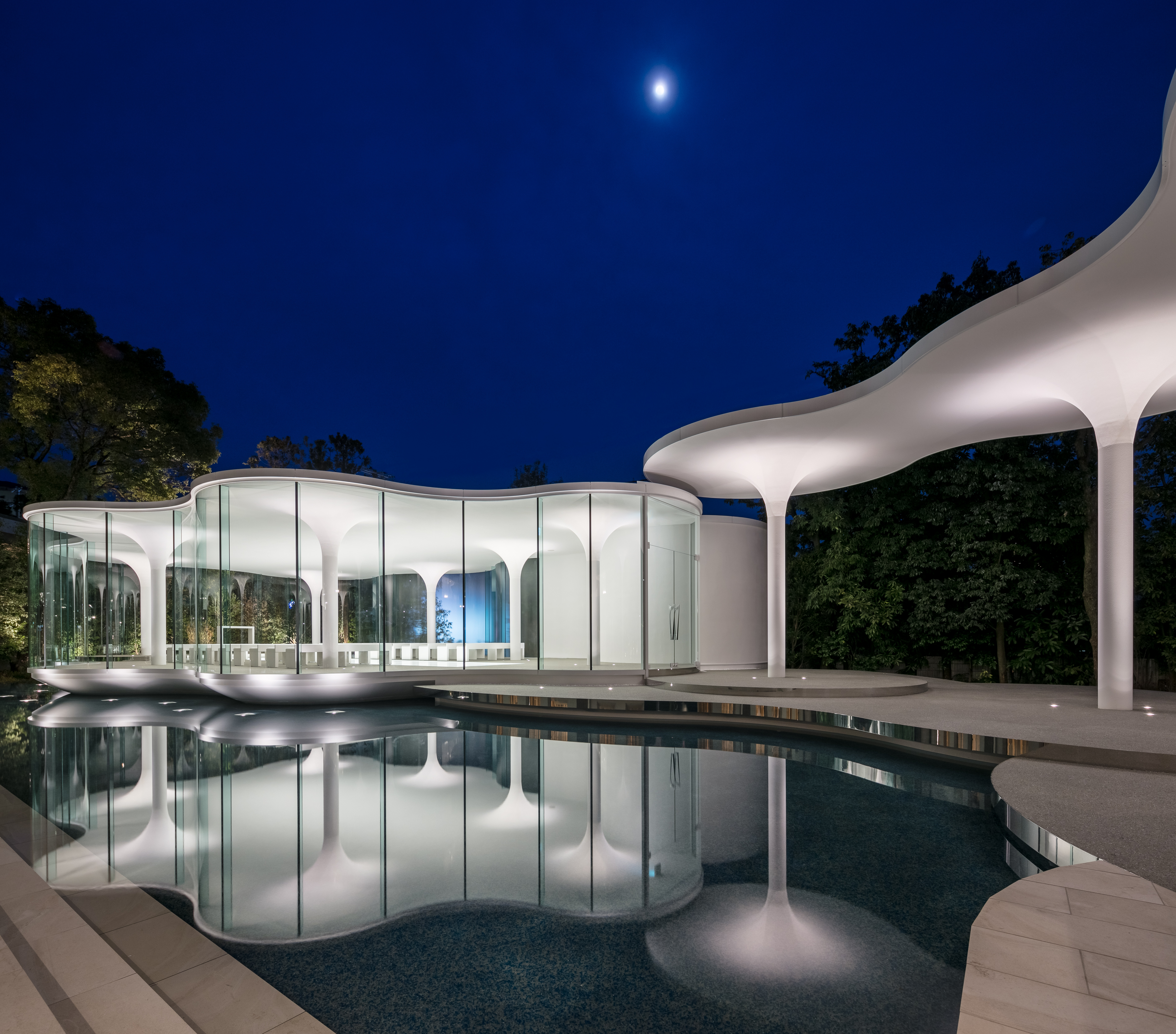
水盤に浮かぶ雲のチャペル（2019年）

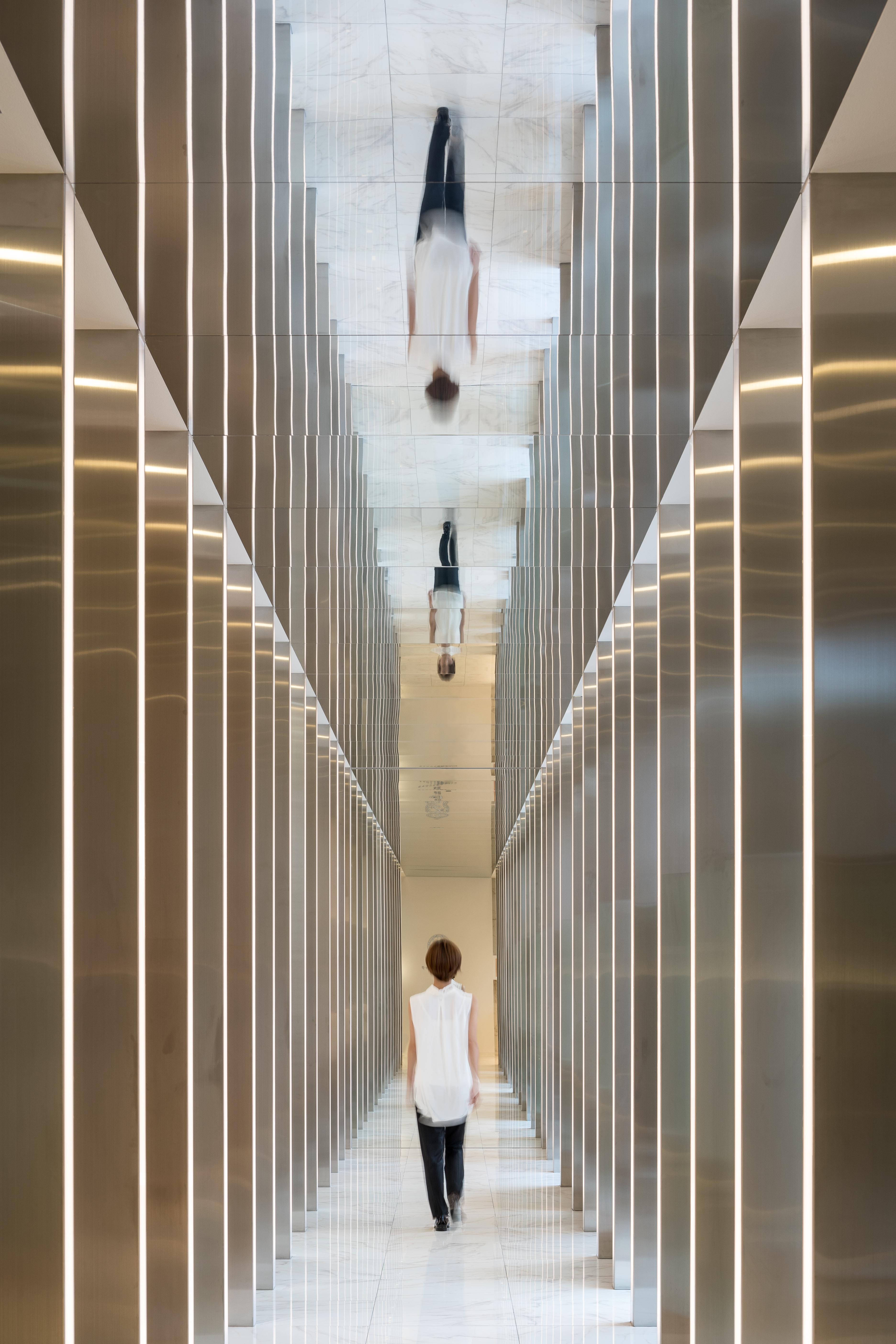
光のランウェイ（2024年）

- チャペル「エル・ブランシュ」（ラヴィーナ姫路）（2019年）[7]
- TIAビルディング「The PolyCuboid」（2019年）[8]
- 東進衛星　石橋駅前校（2020年）[9]
- とし内科（2020年）[10]
- アクアリウムレストラン ノーチラス（2022年）[11]
- 近視ケアクリニック渋谷（2023年）[12][13]
- 姫路第一病院（2023年）[14]

## 事業所
本社
兵庫県姫路市船丘町298-2 日新ビル2F
東京オフィス
東京都港区南麻布3-4-5 エスセナーリオ南麻布002